# 야코프 부르크하르트

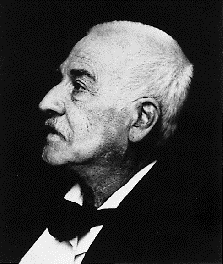
1892년의 야코프 부르크하르트.

야코프 크리스토프 부르크하르트(독일어: Jacob Christoph Burckhardt, 1818년 5월 25일 스위스 바젤에서 출생 - 1897년 8월 8일 스위스 바젤에서 사망)은 스위스의 미술사와 문화사를 연구한 역사가로, 각 분야의 역사학 연구에 중요한 업적을 남긴 인물이다. 그는 문화사의 중요한 선구자의 한 사람으로 인정받고 있다. 현재 학계가 문화의 역사를 생각하고 연구한 방식은 매우 다양하기는 하지만 말이다. 지크프리트 기디온(Siegfried Giedion)은 부르크하르트의 업적을 다음과 같이 설명했다. "르네상스 시대의 위대한 발견자로서 그는 어떻게 시대를 온전히 다뤄야 하는지 처음으로 보여주었다. 회화와 조각, 건축 뿐만 아니라 일상적인 사회적 제도를 같이 고려함으로써 말이다."부르크하르트의 대표적인 저작은 《이탈리아 르네상스의 문화》(Die Kultur der Renaissance in Italien., 1860)이다.

## 생애
개신교 목사의 아들로 태어나, 부르크하르트는 1839년 그가 종교적 신앙심을 잃을 때까지 바젤과 뇌샤텔에서 신학을 공부하였다. 이후 그는 베를린 대학교로 옮겨 역사학, 특히 새로운 분야인 미술사를 공부하였다. 베를린에서 그는 레오폴트 폰 랑케(Leopold von Ranke)의 강의에 출석하였는데, 랑케는 역사가의 의견보다 사료와 기록에 의거한 상당한 학문적인 훈련으로서의 역사를 제창한 사람이다. 그는 1841년 본 대학교에서 미술사학자인 프란츠 쿠글러(Franz Kugler) 밑에서 공부하였는데, 부르크하르트는 쿠글러에게 자신의 첫 번째 책인 《벨기에 도시들의 미술작품》(Die Kunstwerke der belgischen Städte)을 헌정하였다. 1843년에서 1855년까지 바젤 대학교에서 강의한 이후 취리히 연방 공과대학교(ETH Zürich)에서 강의하였다. 다시 1858년에 바젤 대학교로 되돌아가서는 1893년 은퇴하기까지 그 곳의 교수직을 맡았다. 1886년이 되어서야 오로지 미술사만을 강의하였다. 그는 두번이나 독일 대학들의 교수직 요청을 거절하였는데, 1867년의 튀빙겐 대학교와 1872년 베를린 대학교의 랑케가 있던 교수직이었다.

## 저서

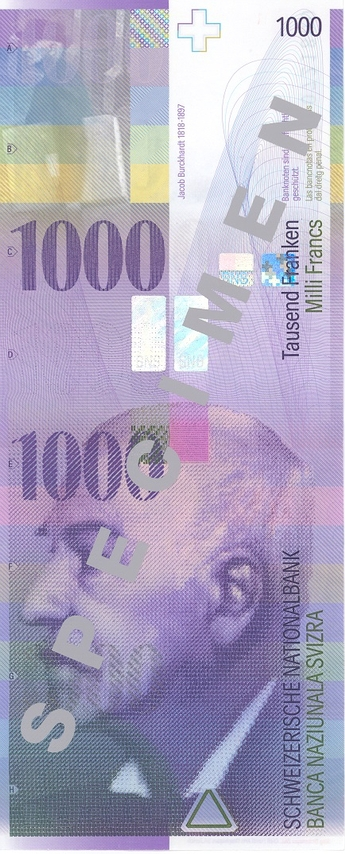
스위스 1000프랑 지폐에 그려진 야코프 부르크하르트.

부르크하르트의 역사에 관한 저술은 그 자체로 문어적인 가치가 있으며, 이 저술은 미술사를 하나의 학문으로 정착시켰다. 그의 역사 연구에 대한 혁신적인 접근은 특정한 역사적 사건의 기초가 되는 사회적, 정치적 경향을 분석할 때에 예술과 문화, 미적 표현의 가치를 강조했다. 그의 역사 연구에 대한 접근은 당시의 인간의 예술, 문화와 미적/사회적 존재를 강조했다. 그리고 역사가로서 그는 당시에 유행한, 지배적인 (사회과학을 포함한) 과학적 담론이었던 역사의 해석으로서의 경제지상주의와 실증주의인 헤겔주의의 해석에 반대했다.
1838년 그는 처음으로 이탈리아로 여행하여 'Bemerkungen über schweizerische Kathedralen'(스위스 성당에 대한 고찰)이라는 저술을 출판한다. 1847년 그는 쿠글러의 두 저작인 'Geschichte der Malerei'(회화의 역사)와 'Kunstgeschichte'(미술사)를 접하고, 1853년에 자신의 저술인 《콘스탄티누스 대제 시대 (Die Zeit Konstantins des Grossen)》를 출판했다. 그는 1853년에서 1854년의 상당 부분을 이탈리아에서 보내면서 1855년에 쓴 쿠글러에게 헌정한 자신의 저서인 'Der Cicerone: Eine Anleitung zum Genuss der Kunstwerke Italiens'(이탈리아 예술을 즐기기 위한 안내서)의 자료를 수집하였다. 이 책은 당시까지 쓰인 여행서 중 가장 자세한 것으로, 조각과 건축, 회화를 다루었으며, 이탈리아로 예술 여행을 떠나는 사람에게 없어서는 안될 안내서가 되었다.
이 책의 초판의 절반 가량은 르네상스 예술에 대하여 다루고 있었다. 부르크하르트는 자연스럽게 《이탈리아 르네상스의 문화 (Die Cultur der Renaissance in Italien)》(1860)과 《이탈리아 르네상스의 역사 (Geschichte der Renaissance in Italien)》(1867)라는 두 권의 자신의 가장 유명한 책을 쓰게 되었다. "이탈리아 르네상스의 문화"는 19세기에 쓰인 이탈리아 르네상스에 대한 가장 영향력 있는 해석이었으며 현재까지도 널리 읽히고 있다. 부르크하르트와 독일 역사가인 게오르크 포이크트(Georg Voigt)는 르네상스에 대한 역사적 연구를 확립하였다. 초기 이탈리아 인문주의로 자신의 연구를 제한한 포이크트와는 대조적으로, 부르크하르트는 르네상스 사회의 모든 면을 다루었다.
부르크하르트는 고대사 연구가 지적으로 필요하다고 생각하였고, 그리스 문명의 학자들을 높이 평가하였다. 그는 그리스인과 그리스 문명에 대한 강의를 1872년에 시작하여 1885년까지 진행하였다. 죽을때까지 그는 4권의 그리스 문명 연구 작업을 하고 있었다. 이 책은 그의 사후 《그리스 문화사 (Griechische Kulturgeschichte)》라는 제목으로 출판되었다.
1869년 24세의 나이로 바젤 대학교의 고전 철학 교수로 임명된 프리드리히 니체는 부르크하르트를 칭찬하였고, 그의 강의에 참석하기도 하였다. 부르크하르트와 니체는 아르투르 쇼펜하우어의 후기 사상의 찬미자였다. 니체는 부르크하르트가 그리스 문화를 "아폴로"적인 경향과 "디오니소스"적인 경향의 대립으로 정의한 자신의 《비극의 탄생》이라는 논문에 동의할 것으로 믿었다. 부르크하르트는 니체의 철학 전개에는 거리를 두려고 하였으나, 그럼에도 니체와 부르크하르트는 수년간 동조 관계를 가지면서 즐겁게 지냈다. 부르크하르트의 제자인 하인리히 뵐플린(Heinrich Wölfflin)은 불과 28세의 나이로 바젤 대학교의 교수 자리를 물려받았다.
부르크하르크의 외적 인격에는 현명한 이탈리아 르네상스 연구자로서의 면과 내각을 위해 광범위하게 연구한 스위스 칼뱅주의적인 주의깊은 면 사이에 흥미로운 긴장이 있었다. 그가 자신의 삶 대부분을 보낸 스위스는 19세기 유럽의 평균에 비해 대체로 민주적이고 안정적이었다. 스위스인으로서, 부르크하르트는 독일 민족주의와 독일이 문화적, 지적으로 우월하다는 주장에 냉담하였다. 그는 또한 급속한 정치적, 경제적 변화가 당시 유럽에서 일어나고 있다는 것을 충분히 인식하여, 산업 혁명과 유럽의 정치적 격변, 점점 늘어나는 유럽 민족주의와 군국주의에 대하여 자신의 강의와 저술을 통해 의견을 말하였다. 그는 폭력적인 선동 정치가가 중심적 역할을 수행하게 될 20세기의 극심한 격변기에 대해 충분히 예견하였다. 말년에 부르크하르트는 민주주의, 개인주의, 사회주의와 그 외에 당시에 유행한 여러 가지 사상들에는 별 관심을 갖지 않았다.
예술사 평론 《루벤스의 그림과 생애 Erinnerungen aus Rubens》(1898)와 《이탈리아 예술사에 대하여 Beiträge zur Kunstgeschichte von Italien》(1898)가 그의 사후 친구들에 의해 편집·출판되었다.